# Maison de retraite
Maison de retraite (bra: Casa de Repouso ou Um Asilo Fora do Comum; prt: Casa de Repouso) é um filme francês de 2022, do gênero comédia, dirigido por Thomas Gilou, a partir do roteiro de Kev Adams e Catherine Diament, que fala sobre um órfão que se volta para uma vida de crime e é condenado a prestar serviços comunitários em uma casa de repouso e entra em conflito com as pessoas. O filme teve como sequência Maison de retraite 2.

## Elenco
- Kev Adams como Milann Rousseau
- Gérard Depardieu como Lino Vartan
- Daniel Prévost como Alfred de Gonzague
- Mylène Demongeot como Simone Tournier
- Jean-Luc Bideau como Edmond Van de Wer
- Liliane Rovère como Sylvette Leroux
- Firmine Richard como Fleurette Jean-Marie
- Marthe Villalonga como Claudine Valège
- Marianne Garcia como Léontine
- Antoine Duléry como Daniel Ferrand
- Jarry como Alban
- Manda Touré como Marion